# Schema corporeo
Il termine schema corporeo definisce una rappresentazione cognitiva della posizione e dell'estensione del corpo nello spazio e dell'organizzazione gerarchica dei singoli segmenti corporei, finalizzata principalmente all'organizzazione dell'azione nello spazio. Lo schema corporeo non costituisce contenuto cosciente, è inconsapevole, ed è formato principalmente dall'integrazione di informazioni propriocettive e riguardanti la motricità muscolare.

## Differenze tra schema corporeo e immagine corporea
Con il termine immagine corporea ci si riferisce alla rappresentazione cognitiva consapevole del nostro corpo, fondata principalmente su dati di carattere visivo (forma, dimensioni, colore ecc.). L'immagine corporea è anche definibile come ciò che io ritengo "gli altri vedano di me", pertanto l'immagine corporea non costituisce una rappresentazione oggettiva delle nostre forme corporee, e può essere anche influenzata dalla somma delle idee che altri hanno di me. L'immagine corporea riguarda dunque la situazione emotiva, i ricordi, le motivazioni e i propositi d'azione dell'individuo; non è statica, ma si modifica continuamente per merito delle esperienze personali, cambia a seconda dei vissuti psicologici. Essa intesa in questi termini, non risulta essere quindi esclusivamente legata all'organizzazione fisiologica degli stimoli percepiti, quanto piuttosto alla possibilità di percepirsi come unità che comprende anche aspetti cognitivi e affettivi. L'immagine corporea diventa un'immagine vissuta, dinamica che cresce e si trasforma attraverso la vita di una persona.
È così che l'immagine corporea arriva ad essere totalmente deformata in quei soggetti il cui vissuto psicologico risulta essere particolarmente tormentato (si pensi al disturbo dell'immagine corporea dei soggetti anoressici o bulimici). Il concetto di “schema corporeo” è caratterizzato invece da scarso grado di consapevolezza da parte dello stesso soggetto: non è qualche cosa che l'individuo può rappresentarsi mentalmente. Infatti, mentre l'immagine corporea può essere rievocata anche solo con l'immaginazione, lo schema corporeo no, anche se è fondamentale nel nostro muoversi nello spazio. Un disturbo nello schema corporeo quindi, a differenza del più evidente disturbo dell'immagine corporea, è più difficilmente indagabile. Studi recenti hanno però dimostrato che in soggetti con disturbo alimentare che presentano un disturbo dell'immagine corporea, anche lo schema corporeo risulta alterato. Lo schema corporeo non può inoltre essere separato dallo schema spaziale, ovvero da quella che è la consapevolezza della struttura dello spazio all'interno del quale il nostro corpo si trova e dei rapporti topologici esistenti tra il nostro corpo e tale spazio. 
I concetti di schema corporeo e di immagine corporea comportano numerosi quesiti che riguardano non solo come ed in che modo noi percepiamo il nostro corpo, ma anche come ed in che modo gli altri ci percepiscono e quindi quale e quanta importanza abbiano, in questa costruzione, i fattori psicologici e sociali. Nonostante la grossolana distinzione tra schema corporeo e immagine corporea sia ancora presente e utilizzata in libri di testo e articoli divulgativi, in ambito neuroscientifico il dibattito è accesso. Sono molti infatti gli studiosi che suggeriscono che la semplice distinzione tra immagine corporea e schema corporeo sia grossolana e forse non più utile a descrivere come il cervello costruisce la propria esperienza corporea.

## Dati storici
Le prime formulazioni del concetto di schema corporeo risalgono, all'inizio del secolo scorso, a Paul Schilder e a Max Scheler. Il concetto è stato diffusamente utilizzato in ambito neurologico e neuropsicologico per molti anni, nonostante ciò, un'indagine sistematica del concetto di schema corporeo, e delle potenziali basi neurali di questo fenomeno è concisa con le possibilità tecnologiche di poter indagare dentro al cervello attraverso tecniche di neuroimaging.
Negli ultimi anni lo studio dello schema corporeo nell'ambito delle neuroscienze cognitive è stato rivoluzionato dalla scoperta nell'animale di neuroni che rispondono sia quando il corpo riceve una stimolazione tattile, sia quando una stimolazione visiva o acustica si verifica in prossimità del corpo. Questi neuroni, definiti "multimodali" per la loro caratteristica proprietà di risposta a diverse modalità sensoriali, sono stati descritti attraverso tecniche di registrazione neurofisiologica dalle cellule singole, sia in strutture corticali (aree premotorie e parietali) sia in quelle sottocorticali (putamen) del cervello del macaco.

## Neurofisiologia dei neuroni multimodali
L'aspetto cruciale di questi neuroni multimodali risiede nel fatto che la loro risposta a stimoli visivi o acustici è strettamente legata alla vicinanza di questi eventi al corpo. Ad esempio, nella corteccia premotoria del macaco sono stati osservati neuroni che rispondono alla stimolazione cutanea in una parte precisa del corpo, ed al contempo rispondono a stimoli visivi presentati nello spazio immediatamente adiacente alla medesima parte del corpo. Quando l'evento visivo si allontana dal corpo, la risposta multisensoriale del neurone si riduce notevolmente o scompare del tutto.
Questo dato ha portato molti ricercatori ad ipotizzare che esista una codifica dei confini del corpo ed una rappresentazione dello schema corporeo definita non solo in base alle informazioni somatosensoriali che provengono dalla cute e dai muscoli, ma anche in base alle informazioni visive (o acustiche) provenienti dallo spazio vicino cosiddetto peri-corporeo o peripersonale, grosso modo corrispondente allo spazio che possiamo raggiungere coi nostri arti e distinto dallo spazio extrapersonale ovvero lo spazio raggiungibile con la vista, l'udito o l'olfatto. Questa ipotesi, formulata inizialmente sulla base dei risultati neurofisiologici nell'animale, ora ha trovato riscontro anche nell'uomo. Attraverso studi comportamentali su pazienti cerebrolesi con negligenza spaziale unilaterale e soggetti neurologicamente sani è stato infatti possibile mostrare anche nell'uomo l'esistenza di due codifiche dello spazio: uno spazio peripersonale e uno spazio extrapersonale. Ad esempio, è stato mostrato che nel caso di pazienti amputati di un arto che esperiscono comunque vivide ed a volte dolorose sensazioni dall'arto mancante (la cosiddetta sindrome dell'arto fantasma), la semplice richiesta di osservare in uno specchio, posto lungo la linea mediana del corpo, l'immagine riflessa dell'arto rimanente (che appare nella posizione in cui avrebbe dovuto trovarsi l'arto amputato) può dare al paziente amputato la bizzarra percezione di poter controllare l'arto fantasma.

## Paradigmi sperimentali
Negli ultimi anni c'è stato un importante risvolto metodologico, che occorre prendere in considerazione: L'avere definito paradigmi sperimentali in grado di stabilire se uno stimolo visivo dello spazio esterno è percepito dall'animale o dall'individuo come vicino o lontano rispetto al corpo offre una misura indiretta e, soprattutto per il caso dell'uomo, indipendente dall'introspezione del soggetto, per misurare sperimentalmente la percezione dei confini del corpo e dunque anche la rappresentazione cognitiva dello schema corporeo.

## Un esempio
L'applicazione dei paradigmi di indagine neurofisiologici abbiano consentito di mostrare in maniera chiara come i confini dello schema corporeo possano variare in maniera dinamica anche nell'individuo adulto.
Un esempio di codifica dinamica dei confini multisensoriali del corpo riguarda l'estensione dello schema corporeo a seguito dell'utilizzo ripetuto di utensili o strumenti. Nel 1996, Atsushi Iriki ed altri collaboratori della Tokio Medical and Dental University hanno mostrato che le proprietà di risposta dei neuroni multimodali della corteccia parietale della scimmia, sensibili alle stimolazioni tattili alla mano destra dell'animale ed alle stimolazioni visive nello spazio peri-mano, modificavano in maniera significativa le loro proprietà di risposta a seguito dell'uso prolungato di un utensile.
Per un periodo di due settimane, le scimmie erano addestrate a recuperare il cibo attraverso l'uso di un piccolo rastrello per portarlo vicino al corpo e poterlo afferrare. Dopo tale esperimento, i ricercatori avevano osservato un'estensione dello spazio pericorporeo  del macaco, in grado di evocare la risposta dei neuroni multimodali, fino ad includere l'intera dimensione del rastrello. In altri termini, la risposta visiva del neurone multimodale, che prima dell'addestramento era limitata allo spazio pericorporeo immediatamente adiacente alla mano, dopo l'uso ripetuto dell'utensile si estendeva ad inglobare completamente lo strumento utilizzato.
È importante notare, in analogia con quanto descritto nell'animale, che l'estensione dello spazio corporeo allo strumento si verifica negli uomini solo a seguito del suo uso ripetuto e finalizzato, mentre non si osserva a seguito della sua semplice manipolazione. Questo risultato mette in evidenza come la plasticità dello schema corporeo in relazione all'utilizzo di utensili possa essere strettamente connessa all'azione e funzionale ad essa (coerentemente con la definizione di schema corporeo finalizzata all'azione nello spazio proposta.)